# Bodil Kaalund
Bodil Kaalund, född 1930 i Silkeborg, död 22 december 2016, var en dansk bildkonstnär och författare. Hon gifte sig med måleren och grafikeren Erik Nikolaj Nielsen år 1950. Äktenskapet upplöstes år 1975.
Kaalund var utbildad vid Kunstakademiet 1950–1954. Hon är särskilt känd för sina många berättande bildutsmyckningar i närmare 30 kyrkor i Danmark och övriga Norden, samt för sina illustrationer till en nyutgåva av Bibeln från 1993. Dessa bibelillustrationer utgjorde grunden för Museet for Religiøs Kunst i Lemvig, som öppnade 1994.
1972 var Kaalund medgrundare till Grønlands Kunstskole, och hon har också gett ut boken Grønlands Kunst (1979, ny upplaga 1990), en bok som räknas som en klassiker i sitt fält. Kaalund är representerad vid bland annat Nordiska Akvarellmuseet i Skärhamn.